# قداس الموتى (آنا أخماتفا)

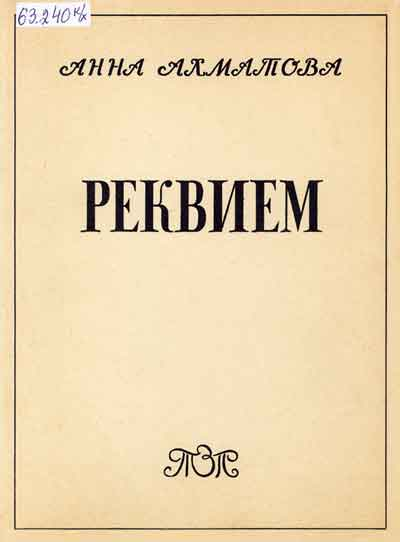

قداس هي مرثية للكاتبة آنّا أخماتَفا عن معاناة الناس تحت حملات القمع السياسي 'التطهير الكبير'. كُتِبت المرثية في أكثر من ثلاث عقود مابين 1935 و1916. حمَلتها معها وأعادت صياغتها أثناء عملها وعيشها في مدن وقرى في مختلف أنحاء الاتحاد السوفييتي. من الملفِت أن  مجموعة القصائد هذه لم تكن ضمن أعمالها الكاملة بإعتبار إدانتها الصريحة للتطهيرات. ظهر العمل باللغة الروسية أخيراً ككتاب في ميونخ في 1936، ولم يُنشر العمل بأكمله في الاتحاد السوفييتي حتى 1987. أصبح حينها أفضل عمل شعري معروف عن إرهاب الاتحاد السوفييتي.

## نظرة عامة
تفتتح مجموعة القصائد بفقرة نثرية تعلن بإيجاز كيف انتظرت لأشهُر خارج سجن ليننغراد، وبجانب نساء أخريات، للمحة أباء أو أخوة أو أبناء أخذتهم المفوضية الشعبية للشؤون الداخلية في روسيا السوفييتية. ثم تتبَع الفقرة الإفتتاحية مجموعة القصائد الرئيسية والتي تتكون من 10 قصائد قصيرة ومعدودة، بدءاً بالأولى التي تتأمل في اعتقال زوج أخماتَفا الثالث نيكولاي بونن(en) ومقربون أخرون. تشير القصائد الرئيسية التسعة التالية إلى  الغمّ والكرب التي واجهته عندما اعتقَلت المفوضية الشعبية ابنها ليف غوميليوف في 1938. تكتب، «مئة مليون صوت يصرخ» عبر «صوتها المكروب».
لسبعة عشر شهراً تذرعتُ

أن تعود للديار.

رميت نفسي عند قدميّ الجلاد.

رعبي, آه با ابني.

ولا يسعني أن أفهم.

كل شيءٍ في حيرة أزلية.

مَن الوحشُ؟ ومَن الإنسان؟

متى يحين الإعدام؟
بينما تتعلق المجموعة الأولى من القصائد بحياتها الشخصية، فإن المجموعة الأخيرة من القصائد متروكة للإستبصار بأصوات الآخرين الذين تكبدوا خسارات أثناء ذلك الوقت المرعب. مع كل قصيدة وقصيدة، تمر الشخصية الرئيسية بمرحلة جديدة من الشقاء. حزنٌ مكتوم وتشكيك متنامي وحداد جليّ وثبات قوي، ما هذه إلا قلةُ مما يظل ثابتاً خلال المجموعة كلها. توّحِد أخماتَفا ألمها الشخصي باستخدامها كلاً من الضميرالمتكلم والغائب وتخلق نقطة وصل بالآخرين الذين قاسوا ذات المأساة. لأن الموضوع كان موضع جدل حينها، كُتِبت قداس في 1940 ولكنها لم تُنشر. رأت أخماتَفا بأنه من الخطر نشر العمل خلال تلك الفترة وشعرت بأنه من الأفضل إبقائُه في قلبها وإظهاره لأقرب الأصدقاء فقط. نُشرت قداس لأول مرة بغير إذن أخماتَفا في 1963 في ميونخ. لم يُنشر النص الكامل في الاتحاد السوفييتي حتى 1987.

## البنية
تُقسّم قداس إلى ثلاثة أجزاء ترسم بنية كل المجموعة. 
1.   تقع المقدمة والمعروفة بالفقرة النثرية في بداية المجموعة. فتوضح لنا قصة جزِم آنا أخماتَفا على كتابة هذه القصيدة وأيضاً توضح البيئة التي كانوا جُزءاً منها أثناء تلك الفترة من التاريخ. ما يلي هي الفقرة التي تقدّم المجموعة:
" “أثناء فترة إرهاب ييژوف المرعبة، قضيت سبعة عشر شهراً انتظر في طوابير السجن في ليننغراد. يوماً ما، وبطريقة ما، "اختارني«أحدهم. في ذاك الوقت كان هناك امرأة تقف خلفي، شفتيها مزرّقة من البرد، والتي طبعاً لم تسمع باسمي في حياتها. انقشعَت عن سمات سُباتِنا كلنا، وقالت بإذني (الجميع يهمس هناك)» هل يمكن لأحدٍ وصف هذا؟«وأجبتُ،» يمكنني. «حينها شيء ما كالإبتسامة انزلق على ما كان سابقاً مجردُ وجهٍ.»
2. الجزء الثاني من المجموعة هي القصائد العشر الأولى التي تتْبع المقدمة، والتي تشير إلى حُزنها الشخصي. فقد اُعتِقل زوجها نيكولاي بونين للمرة الثانية وتُرِك في السجن حيث مات. تشير في أول قصيدة من القصائد العشر المعنوَنة «إهداء» إلى مشاعرها االمضطربة إزاء اعتقاله وموته، وإلى أيضاً إعانتها للمعتقلين من أصدقائها المقربين. بينما تهدي الفقرة الأولى إلى من هم كانوا ذو أهمية لها، فإن التسعة الأخريات من المجموعة الثانية تتعلق مباشرة بولدها الوحيد ليف غوميليوف. تُعبّر أخماتَڤا عن حزنٍ وألمٍ وغضبٍ بداخلها عن الوضع التي لاقت نفسها وغيرها من النساء فيه. انتظرت لسبعة عشر شهراً خارج السجن في ليننغراد في ترقّب لمحة أو خبر عما سيحلّ بابنها. تختتم هذا الجزء أخماتَڤا بتبيان أن ليس بمقدور أحد سلب ماهو جليل ويُغفل عنه كلمسة أو نظرة أو زيارة، إلخ.
3. يبدأ الجزء الثالث والأخير من المجموعة بالعنوان «صلْب». مجموعة القصائد هذه هي  منظور النساء الأخريات اللاتي وقفن خارج سجن ليننغراد بانتظار لمحة أو خبر عن آبائهن أو أبنائهن أو أزواجهن الذين اُعتقلوا أيضاً. تصِفُ عبر التفاصيل المعقدة الحزن والألم والضعف والخوف التي شهدَته عند انتظارها معهم أثناء تلك الفترة من الإرهاب. مغمورةً بالحزن، تختتم النهاية بـ:
وليسجع يمام السجن بعيداّ

بينما القوارب تُبحر بمحاذاة النهر هادئة.

## المواضيع العامة
يقال عن قداس بأن ليس لها حبكة يمكن تحديدها بوضوح لكن هناك مواضيع عديدة تحويها طوال القصيدة. أهم المواضيع التي تشكّل أيضاً جزءاً من العنوان موضوع «قصيدة بلا بطل». طوال المجموعة بأكملها والقصائد الكُثر بداخلها، لاوجود لبطلٍ مُنقذ. من المهم أن يعلم القارئ ذلك لأن هذا الجزء تقريباً ودائماً ما يبحث الناس عنه. تريدُ أخماتَفا من قارئيها إدراك أن كان عليهم تجاوز ذلك معاً، لا أن ينقذهم محض خيال. بالإضافة إلى أن الحزن والتشكيك والتبرير والحداد والثبات ماهم إلا قلة المواضيع التي تظل ثابتة خلال المجموعة كلها.
هذه المواضيع جميعها تتصل ببعضها لأنها مراحل من الكرب. سواءً كان ذلك عذاب أخماتَفا نفسها، أو عذاب النساء الأخريات اللاتي قاسوا المأساة ذاتها، كلهن جزء مهم في خلق غاية القصيدة. موضوع جليٌّ آخر في المجموعة هو الإشارة إلى شخوص الإنجيل. تشير أخماتَفا إليهم فهُمّ مريم المجدلية ومريم أم عيسى والتلميذ يوحنا. يقال أنها تدمج هذا الموضوع مع المجموعة الزاخرة لتأكيد فكرة أن بجانب المقاساة الأليمة لم يتبقى لهم شيءٍ يخافوه. هذا أيضاً يمنحها أن ترفع بحالتها الشخصية إلى مسلك إسطوري وإلى ما فوق الطبيعي.
آخرُ موضوعٍ بدا بارزاً في نهاية المجموعة هو فكرة تخليد هذه المآساة كتذكار. بتذكُرِنا ماحصل وألا نسمح قطّ بنسيانه، هذا جزء من مرحلة الكرب التي تسمح لنا أن نمضي قُدماً في الحياة وهذا يربطنا مرة أخرى بجهة المقاساة، إذن كل هذا مترابطٌ ببعض.

## التلقي والنقد
خشت أخماتَفا الخطر الذي سيقع عليها وعلى المقربين منها عند  نشر القصيدة في الأربعينات وقت كتابتها. لم تقرر أخيراً بأنه من المناسب نشرها إلا بعد موت يوسف ستالين في 1953. نُشِرت أخيراً مجموعة قداس بأكملها في الاتحاد السوفييتي في 1987. بعد نشرها، نَعَت نقاد أخماتَفا قداس بأنها مزيج من لغة بهيّة وأشكال معقدة من الشعر الروسي الكلاسيكي. 

## روابط خارجية
- الترجمة الإنجليزية في مجلة هوبكنز ريفيو